# 国道213号
国道213号（こくどう213ごう）は、大分県別府市から国東半島沿岸を経由して、中津市に至る一般国道である。

## 概要
国東半島北部は16本のトンネルが通り、その周辺にも旧国道トンネルが多数存在する。

### 路線データ

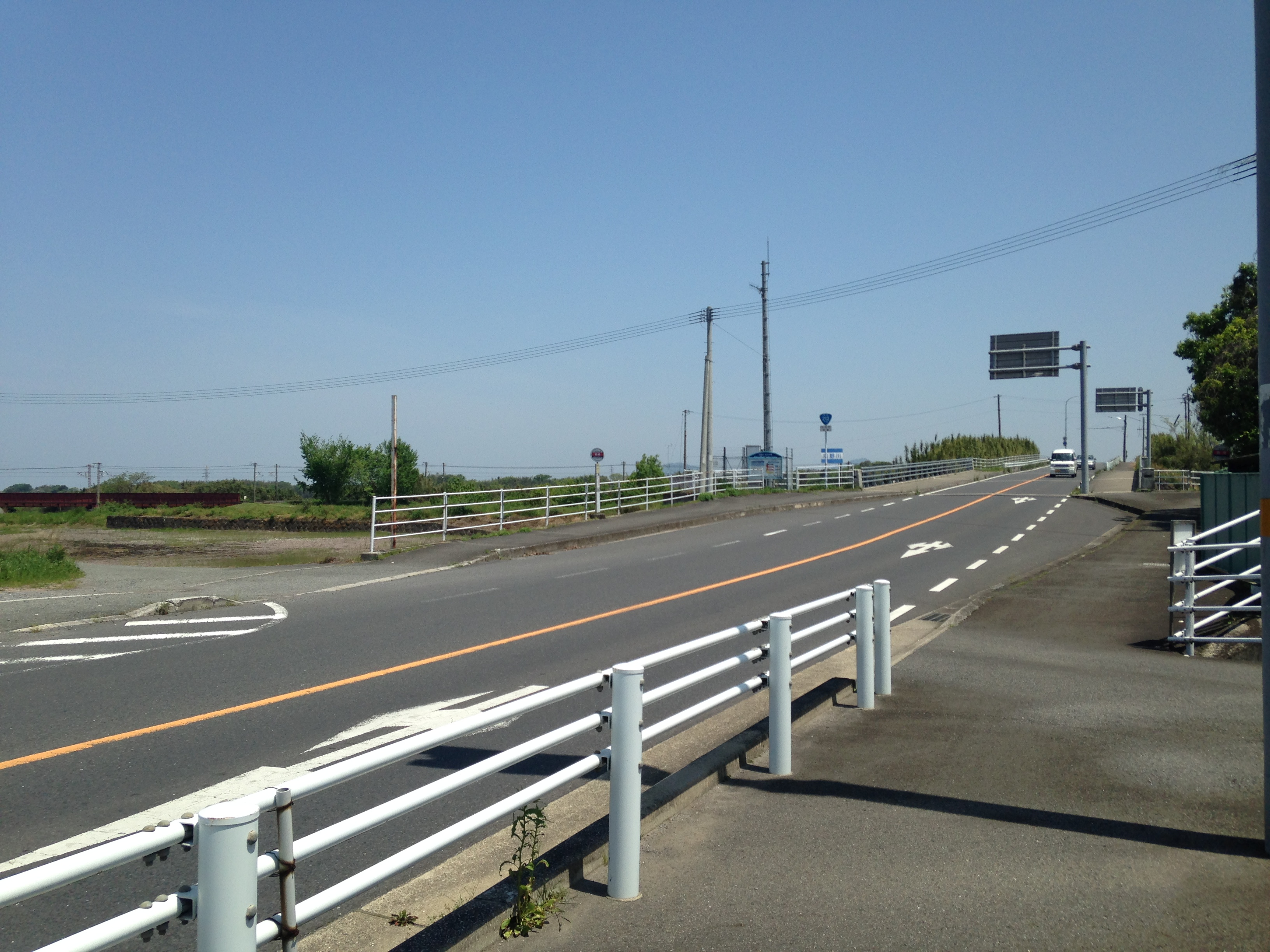
宇佐市岩崎交差点付近から豊後高田市方面を望む

一般国道の路線を指定する政令に基づく起終点および重要な経過地は次のとおり。
- 起点：別府市（九州横断道路入口交差点 = 国道10号上、国道500号・大分県道・熊本県道11号別府一の宮線起点）
- 終点：中津市（豊陽交差点 = 国道212号・大分県道・福岡県道113号中津豊前線起点）
- 重要な経過地：大分県速見郡日出町、杵築市、同県東国東郡国東町[注釈 2]、同郡国見町[注釈 2]、豊後高田市、宇佐市
- 総延長 : 148.4 km（重用延長を含む）[2][注釈 3]
- 重用延長 : 36.3 km[2][注釈 3]
- 未供用延長 : なし[2][注釈 3]
- 実延長 : 112.1 km[2][注釈 3]
  - 現道 : 111.8 km[2][注釈 3]
  - 旧道 : なし[2][注釈 3]
  - 新道 : 0.3 km[2][注釈 3]
- 指定区間：国道10号と重複する区間（別府市・九州横断道路入口交差点（起点） - 速見郡日出町・堀交差点、宇佐市・岩崎交差点 - 佐野交差点）[3]

## 歴史
- 1953年（昭和28年）5月18日 - 二級国道213号別府中津線（別府市 - 中津市）として指定施行[4]。
- 1965年（昭和40年）4月1日 - 道路法改正により一級・二級区分が廃止されて一般国道213号として指定施行[1]。
- 2004年（平成16年）7月1日 - 国道10号との重複だった宇佐市大字佐野から中津市豊田町の道路管理が国土交通省から大分県に引き継がれ、国道213号単独指定に変更となった[要出典]。

## 路線状況

### 通称
- 杵築沿海路（杵築市、国東市）
- 武蔵バイパス（国東市）
- 平和通り（豊後高田市）
- 恋叶ロード（豊後高田市）

### 重複区間
- 国道10号（別府市汐見町・九州横断道路入口交差点（起点） - 速見郡日出町・堀交差点）
- 国道10号（宇佐市大字岩崎・岩崎交差点 - 宇佐市大字佐野・宇佐市佐野交差点）

### 道路施設

#### トンネル
起点から
- 野田トンネル：延長80 m、1964年（昭和39年）竣工、杵築市
- 納屋トンネル：延長210 m、1974年（昭和49年）竣工、国東市
- 小迫トンネル：延長89 m、1971年（昭和46年）竣工、国東市
- 藤ノ木トンネル：延長235 m、1973年（昭和48年）竣工、国東市
- ごうや隧道：延長282 m、1967年（昭和42年）竣工、国東市
- 花開隧道：延長100 m、1966年（昭和41年）竣工、国東市
- 松ヶ尾トンネル：延長450 m、1981年（昭和56年）竣工、国東市
- 水ヶ元隧道：延長320 m、1979年（昭和54年）竣工、国東市
- 古櫛トンネル：延長180 m、1994年（平成6年）竣工、国東市
- 権現隧道：延長251 m、1974年（昭和49年）竣工、国東市
- 国見トンネル：延長550 m、1978年（昭和53年）竣工、国東市
- 新竹田津トンネル：延長1,010 m、1987年（昭和62年）竣工、国東市 - 豊後高田市
- 香々地トンネル：延長167 m、1973年（昭和48年）竣工、豊後高田市
- 松津（しょうづ）トンネル：延長159 m、1962年（昭和37年）竣工、豊後高田市
- 小池トンネル：延長200 m、1964年（昭和39年）竣工、豊後高田市
- 堅来トンネル：延長210 m、1972年（昭和47年）竣工、豊後高田市
- 真玉トンネル：延長392 m、1967年（昭和42年）竣工、豊後高田市

#### 道の駅
- くにさき（国東市）
- くにみ（国東市）

## 地理

### 通過する自治体
- 大分県
  - 別府市 - 速見郡日出町 - 杵築市 - 国東市 - 豊後高田市 - 宇佐市 - 中津市

### 交差する道路
| 交差する道路                                                            | 市町村名   | 市町村名   | 交差する場所 | 交差する場所                    |
| ----------------------------------------------------------------------- | ---------- | ---------- | ------------ | ------------------------------- |
| 国道10号 重複区間起点 国道500号 大分県道・熊本県道11号別府一の宮線      | 別府市     | 別府市     | 汐見町       | 九州横断道路入口交差点 / 起点   |
| 大分県道642号鉄輪亀川線                                                 | 別府市     | 別府市     | 上人ケ浜町   | 上人ケ浜町交差点                |
| 大分県道645号亀川別府線                                                 | 別府市     | 別府市     | 古市町       | 公設市場前交差点                |
| 大分県道24号日出山香線                                                  | 速見郡     | 日出町     | 大字平道     | 小浦交差点                      |
| 国道10号 重複区間終点                                                   | 速見郡     | 日出町     |              | 堀交差点                        |
| 大分県道520号日出港線                                                   | 速見郡     | 日出町     |              | 産業通り交差点                  |
| E97 大分空港道路                                                        | 速見郡     | 日出町     | 大字川崎     | 会下交差点                      |
| 大分県道351号八坂真那井線 重複区間起点                                  | 杵築市     | 杵築市     | 大字日野     |                                 |
| 大分県道351号八坂真那井線 重複区間終点                                  | 杵築市     | 杵築市     | 大字日野     | 中野田交差点                    |
| 大分県道643号日出真那井杵築線                                           | 杵築市     | 杵築市     | 大字猪尾     | 猪尾交差点                      |
| 大分県道49号大田杵築線                                                  | 杵築市     | 杵築市     | 杵築北浜     | 塩田交差点                      |
| 大分県道404号糸原杵築線                                                 | 杵築市     | 杵築市     | 大字大内     |                                 |
| E97 大分空港道路                                                        | 国東市     | 国東市     | 安岐町塩屋   | 塩屋交差点                      |
| 大分県道34号豊後高田安岐線                                              | 国東市     | 国東市     | 安岐町塩屋   | 安岐商店街入口交差点            |
| 大分県道404号糸原杵築線 大分県道545号大分空港線                         | 国東市     | 国東市     | 武蔵町糸原   | 大分空港入口交差点              |
| 大分県道55号両子山武蔵線 大分県道543号武蔵港線                          | 国東市     | 国東市     | 武蔵町古市   | みなと（武蔵港前）交差点        |
| 大分県道201号国東安岐線                                                 | 国東市     | 国東市     | 国東町小原   | 黒津崎入口交差点                |
| 大分県道29号豊後高田国東線 大分県道523号国東港線                        | 国東市     | 国東市     | 国東町田深   | 田深交差点                      |
| 大分県道652号赤根富来浦線                                               | 国東市     | 国東市     | 国東町富来浦 | 富来浦交差点                    |
| 大分県道544号文珠山浜線                                                 | 国東市     | 国東市     | 国東町浜     |                                 |
| 大分県道542号熊毛港線                                                   | 国東市     | 国東市     | 国見町小熊毛 |                                 |
| 大分県道524号伊美港線                                                   | 国東市     | 国東市     | 国見町伊美   |                                 |
| 大分県道31号山香国見線                                                  | 国東市     | 国東市     | 国見町伊美   | 双国校南交差点                  |
| 大分県道522号竹田津港線                                                 | 国東市     | 国東市     | 国見町竹田津 |                                 |
| 大分県道653号小河内香々地線                                             | 豊後高田市 | 豊後高田市 | 大字香々地   |                                 |
| 大分県道708号夷堅来線                                                   | 豊後高田市 | 豊後高田市 | 大字堅来     |                                 |
| 大分県道654号赤根真玉線                                                 | 豊後高田市 | 豊後高田市 | 大字真玉     |                                 |
| 大分県道525号高田港線                                                   | 豊後高田市 | 豊後高田市 | 大字玉津     |                                 |
| 大分県道23号中津高田線 大分県道29号豊後高田国東線                       | 豊後高田市 | 豊後高田市 | 大字新地     | 新地交差点                      |
| 国道10号 重複区間起点                                                   | 宇佐市     | 宇佐市     | 大字岩崎     | 岩崎交差点                      |
| 大分県道213号長洲宇佐線                                                 | 宇佐市     | 宇佐市     | 大字橋津     | 宇佐市橋津交差点                |
| 大分県道629号和気佐野線                                                 | 宇佐市     | 宇佐市     | 大字橋津     | 宇佐中学校入口交差点            |
| 大分県道661号下矢部宇佐線                                               | 宇佐市     | 宇佐市     | 大字南宇佐   |                                 |
| 大分県道215号長洲宇佐神宮線                                             | 宇佐市     | 宇佐市     | 大字北宇佐   | 宇佐市北宇佐交差点              |
| 大分県道658号佐田駅川線                                                 | 宇佐市     | 宇佐市     | 大字法鏡寺   | 瀬社橋交差点                    |
| 国道387号 大分県道44号宇佐本耶馬溪線 重複区間起点                       | 宇佐市     | 宇佐市     | 大字法鏡寺   | 宇佐市法鏡寺交差点              |
| 大分県道44号宇佐本耶馬溪線 重複区間終点 大分県道529号豊前善光寺停車場線 | 宇佐市     | 宇佐市     | 大字四日市   | 宇佐市西本町交差点              |
| 国道10号 / 宇佐別府道路 大分県道660号山袋久々姥線                       | 宇佐市     | 宇佐市     | 大字山下     | 宇佐市山下交差点                |
| 国道10号 重複区間終点 大分県道629号和気佐野線                           | 宇佐市     | 宇佐市     | 大字佐野     | 宇佐市佐野交差点                |
| 大分県道663号万田四日市線                                               | 宇佐市     | 宇佐市     | 大字富山     |                                 |
| 大分県道665号鍋島植野線 大分県道666号深秣植野線                         | 中津市     | 中津市     | 大字植野     | 中津市植野交差点                |
| 中津日田道路                                                            | 中津市     | 中津市     | 大字諸田     | 犬丸インター入口交差点 2 犬丸IC |
| 大分県道532号東中津停車場線 大分県道697号渋味成恒中津線                 | 中津市     | 中津市     | 大字是則     | 中津港入口交差点                |
| 大分県道・福岡県道108号中津吉富線                                       | 中津市     | 中津市     | 大字合馬     | 中津市合馬交差点                |
| 大分県道675号臼木沖代線 大分県道411号中津山国自転車道線                 | 中津市     | 中津市     | 沖代町1丁目  |                                 |
| 国道212号 大分県道・福岡県道113号中津豊前線                             | 中津市     | 中津市     | 豊田町       | 豊陽交差点 / 終点               |

### 交差する鉄道
- 日豊本線

### 沿線
- 別府競輪場
- 関の江海水浴場
- 暘谷駅
- 日出町役場
- 大神駅
- 杵築城
- 住吉浜・住吉浜リゾートパーク
- 大分空港
- 国東市役所
- 伊美港・姫島村営フェリーターミナル
- 竹田津港・スオーナダフェリーターミナル
- 昭和の町
- 豊後高田市役所高田庁舎
- 富貴寺
- 宇佐駅
- 宇佐神宮
- 中津市役所・中津駅
- 福沢諭吉旧居